# 娜丁·凯斯勒
娜丁·凯斯勒（德語：Nadine Keßler，1988年4月4日—），現任歐足聯女足主席、已退役德国女子足球运动员，曾效力於狼堡和德國國家隊，擔任中場。2014年當選国际足联世界足球小姐。

## 外部連結
| 前任： 娜丁·安格勒 | 世界足球小姐 2014 | 繼任： 卡莉·勞埃德 |